# Hypothyris boliviensis
Hypothyris boliviensis är en fjärilsart som beskrevs av Richard Haensch 1905. Hypothyris boliviensis ingår i släktet Hypothyris och familjen praktfjärilar. Inga underarter finns listade i Catalogue of Life.